# Montafia
Montafia ist eine Gemeinde mit 943 Einwohnern (Stand 31. Dezember 2023) in der italienischen Provinz Asti (AT), Region Piemont.

## Lage und Einwohner
Montafia liegt 23 km nordwestlich von der Provinzhauptstadt Asti entfernt. Das Gemeindegebiet umfasst eine Fläche von 14 km². Die Nachbargemeinden sind Buttigliera d’Asti, Capriglio, Cortazzone, Piea, Piovà Massaia, Roatto, San Paolo Solbrito, Viale und Villanova d’Asti.

## Kulinarische Spezialitäten
In Montafia werden Reben der Sorte Barbera für den Barbera d’Asti, einen Rotwein mit DOCG Status, sowie für den Barbera del Monferrato angebaut.